# Црвени крст Ниш
Црвени крст Ниш је независна хуманитарна, добровољна и непрофитна организација која покрива територију нишких општина. Основана је 1878. године, као организациона јединица Црвеног крста Кнежевине Србије. У свом саставу има тим стручњака са вишегодишњим искуством и већи број волонтера, који раде на указивању прве помоћи и неге повређених и оболелих, мотивисању грађана за добровољно давалаштво крви и обуку из прве помоћи и спровођење послова Службе тражења и спашавања.

## Предуслови
Двадесетпетог јануара, по старом календару, односно 6. фебруара по новом, 1876. године, на иницијативу др Владана Ђорђевића, угледног војног лекара, у Дворани београдске општине, основано је Српско друштво Црвеног крста. За првог председника изабран је митрополит Михаило Јовановић, а Управу је чинило неколико угледних грађана тадашње Србије.
Након избора, Главни одбор обратио се Прогласом народу, излажући своје циљеве и дужности Друштва, позивајући грађане да се упишу у чланство и оснују пододборе у целој земљи. Први задатак новооснованог Друштва био је збрињавање избеглица које су долазиле због Херцеговачког устанка. У години оснивања, Српско Друштво Црвеног крста окупило је око 2000 чланова и основало је 35 пододбора у земљи.
Исте године, 24. марта на иницијативу Српског друштва Црвеног крста Кнежевине Србије приступила је Женевским конвенцијама. Кнежевина Србија високо је ценила залагање Друштва у помоћи људима, а основни задатак тадашњег Црвеног крста био је помоћ војном санитету. Кнез Милан Обреновић одликовао је председника Црвеног крста Великим крстом Таковског реда, а 11. јуна 1876. године Међународни комитет Црвеног крста признао је Српско друштво Црвеног крста.

## Историја
Двадесетог јануара 1878. године, само девет дана након ослобођења Ниша од Турака, на иницијативу пуковника др Владана Ђорђевића, оснивача Црвеног крста Србији и првог управника новоосноване Војне болнице у Нишу, одржана је Оснивачка скупштина пододбора Црвеног крста за Ниша, под руководством Косте Ст. Павловића начелник Округа Нишког, који се и сматра оснивачем Црвеног крста у Нишу. Осим као оснивачу подобра Црвеног крста Ниш, Кости Павловићу, који иако је умро пре 39 године, као још релативно млад човек, Ниш много дугује. Он је енергичним заузимањем и са ретком смишљеношћу  
...од Ниша, турске касабе – тесних улица и наерених чардака, непоштедним уклањањем и рашчишћавањем, створио темеље за модернизовање и прелаз у модеран и лепо уређен град. Стари људи сећају се и сада како је било протеста и претњи, али све то није могло утицати на Павловића, оно што је сметало да се Ниш уреди омркло је, али не и освануло, па ишло то на уштрб ма чијих интереса. Коста Ст. Павловић, својим радом и својим држањем стекао је у Нишком округу дубоко поштовање. Он је на скуповима, сеоским заветинама и Саборима црквеним држао народу патриотске говоре и стварао истинско одушевљење у народу.
 Најстарији сачувани документ који је Коста Павловић издао у својству управитеља вароши Ниша чувају његови потомци у Београду. То је наредба Но 354 од 21. фебруара 1878. године издата „У интересу реда, сигурности личне и имовне...“. Из овог изузетно занимљив акт који је објављен је у књизи његовог унука, архитекте др Доброслава – Бојка Ст. Павловића, издвајамо: 
„После добоша нико не сме ићи без фењера по вароши. Прошња се пред црквама забрањује. Механе, кафане, ашчинице и сва јавна места могу бити отворена до девет увече.” 
Први изабрани Чланови одбора на Оснивачкој скупштини Црвеног крста Ниш (1878) били су: 
- Тодор Станковић - Стамболијски, истакнути национални борац и парламентарац.
- Ђорђе Поп - Манић, Димитрије Коцић – Мита и Вукадин Николић – Вуле, активни учесници устанака за ослобођење јужних крајева Србије и оснивачи Нишког комитета (1874.), тајне национално- ослободилачке организације за ослобођење Ниша од Турака.[6]

Прво седиште новооформљеног одбора Црвеног Крста било је у кући Стамболијских, сада гостионица „Синђелић”.

### Прве активности
Почетком 1878. у Нишу је живело 12.801 становника у граду није било дипломираних лекара. Одмах по ослобођењу Ниш је у хигијенском погледу представљао стравичну слику. Код оболелих су доминирале туберкулоза, трбушни тифус, дизентерија, маларија и полне болести. Здравствено васпитање није постојало.
Куће су углавном биле неусловне за становање, улице узане, прљаве као и дворишта у која се изливала отпадна вода. У двориштима се слободно чувала стока а водоснабдевање и уклањање отпадака било је нерешено, те су због велике близине загађивача и бунара биле честе епидемије цревних заразних болести.
Зато је прва активност новооснованог одбора била је да организује сређивање турске војне болнице у Нишу и прихват рањеника и болесника, њихово снабдевање лековима и исхрану. Ова активност окончана је у року од седама дана тако да је болница већ 31. јануара 1878. била спремна за прихват првих рањеника и болесника (углавном оболелих од шарлаха).
Формирање и почетак рада прве Српске болнице, уз помоћ Црвеног крста, за град Ниш, ширу околину, и цео југ Србије значио је истовремено први зачетак организоване здравствене заштите становништва на овим просторима. Имајући у виду да је здравствена култура становништва била на ниском нивоу. Сујеверни народ користио је услуге надрилекара, травара, видара и турских хећима.

### Први српско-бугарски рат (1885—1886)
Први српско-бугарски рат вођен је као стратешки рат ради равнотеже на Балкану, који је био неразумљив савременицима, непопуларан у народу, изведен с пола снаге, имао је негативне последице по Српску војску. Њена спора офанзива извођена без замаха и потребног јединства у командовању, после пет дана ратовања претворила се у пораз код Сливнице и дефанзиву и повлачење Српске војске у дубину сопствене територије, пре свега према Пироту и Нишу. Српска војска вођена слабим војним заповедницима и никакавим војником, малодушним и никад сабраним краљом Миланом, који је изгубио веру у војску и победу једва је чекала престанак рата и потисивање примирја.
Стална војна болница Ниш, која је у то време у извесној мери имала привремени карактер, рат дочекује у тешком стању. Нико у српском санитету није претпостављао да ће бити рата и за седам година мира (од завршетка српско-турског рата 1878) све до мобилизације није предузимао никакве припремне радње.
Првог јануара 1885. године у освит српско-бугарских ратова за председника пододбора Црвеног крста Ниша изабран је епископ Димитрије Павловић, за секретара Живко С. Бранковић, свештеник, а Љуба Стојановић председник општине нишке за члана пододбора. Један од кључних задатака пододбора је био да 14. новембра када је почео рат обезбеди једну резервну болници и комплетно је опреми инвентаром и санитетским материјалом. У Нишу у коме је првобитно планирано формирање болница са 1.800 кревета, на крају је обезбеђено 753 постеља.
На дужност начелника Санитета српске војске поново долази, реактивирани резервни пуковник др Владан Ђорђевић, који убрзо схвата значај и улогу Сталне војне болнице Ниш (у односу на правац борбених десјтава) и новембра месеца 1885. болницу је кадровски и материјално ојачао оснивањем још једне болнице под називом „Велика војна резервна болница“ . Обе болница у кратком времену нашле су се на стратешком правцу ратних дејстава са задатком да преузму велику обавезу збрињавања повређених и оболелих у Српско-бугарском рату.
Велику војну резервну болницу у Нишу (као испомоћ Сталној војној болници Ниш у Српско-бугарском рату) са 753 постеље, 1885. основао је и у њој био, управник и једини лекар резервни санитетски мајор, свестрано надарен, књижевно образован, човек изнад свог времена др Лаза Лазаревић.
Др Лаза Лазаревић је у Ниш допутовао између 9. и 21. новембра 1885, и по доласку имао је озбиљне потешкоће да у граду збрине и смести рањенике, али је он тај задатак успешно обавио, уз свесрдну помоћ Димитрија Милићевића и Лазара Димитријевића, који су већ радили у болници (обојица су у току рата једно време радила у болници у Пироту) и лекара послатих на испомоћ Стевана Атанасијевића, Димитрија Герасимовића, Антонија Заичека (који је командовао Моравском пољском болницом) Јарослава Кужеља и Хирша До краја рата болницу су ојачале и две хуманитарне мисије из Аустроугарске и Немачке.
У Српско-бугарском рату, обе болнице у Нишу (према извештају др Л. Лазаревића из новембра месеца 1885) су збринуле преко 2.000 рањеника и болесника а болница је била једна од три највеће болнице у ондашњој Србији. У том периоду уз болницу је формирано и санитетско складиште, а под директну команду управника болнице стављене су и две пољске болнице које су функционисале у ове две ратне године.
За време српско-бугарских ратова, 1885. године, Црвени крст Србије поверио је нишком пододбору Црвеног крста, да пропрати акцију транспорт санитетског материјала за потребе бугарских рањеника. Била је то акција, по први пут забележена у историји Црвеног крста, да један црвени крст пребацује помоћ црвеном крсту земље са којом његова држава ратује.
У последњој години рата, 1886. године за председника изабран је епископ Инокентије Павловић, а за потпредседника Тодор Миловановић. Чланови пододбора били су Петар Аранђеловић касније дугогодишњи председник Црвеног крста и др Павле Јефтић први директор Психијатријске болнице у оснивању, а касније и члан Академије наука и члан Српског лекарског друштва

### Црвени крст између два рата Краљевине Србије
По завршетку Српско-бугарског рата 1887. годинe на иницијативу и залагање прeдсeдника нишког пододбора Црвeног крста eпископа нишког Димитрија Павловића, подигнут јe Друштвeни дом Црвeног крста Ниша. Радови су започети маја а окончани су октобра 1887. године. Дом се налазио недалеко од Железничке станице Црвени крст и састојао се од две зграде — једне од тврдог а једне од дрвеног материјала. У време мира Дом је служио за организовање бројних хуманитарних активности, и организацију првих курсева за оспособљавање и обуку болничара добровољаца за указивање прве помоћи. Док је у време ратова Дом служио као магацин санитетског и другог материјала Црвеног крста или резервна ратна болница.
Нешто касније злагањeм прeдсeдника eпископа Димитрија Павловића порeд овe зградe никлe су и многe зградe Црвeног крста, као што јe зграда болницe, магацина санитeтских кола, каснијe санитeтског воза.
На иницијативу др. Владан Ђорђeвић, нишки Црвeни крст је донео одлуку да се у Нишу отвори сиротињски дeчији дом. Дом за збрињавањe напуштeнe дeцe који је свечано је отворен 1902. годинe, због тeшкe здравствeно-хигијeнскe ситуацијe послe 6 година рада је затворeн, али јe он био прeтeча данашњeм дому за нeзбринуту дeцу у Нишу.
Црвени крст Ниш је од 1903. године у Нишу организовао специјална запрежна санитетска кола за хитан превоз болесника и и курсеве прве помоћи, на којима су оспособљавани добровољни болничари.

### Балкански ратови(1912—1913)
Балканским ратовима се означавају два рата вођена у раздобљу од 1912. до 1913. године. Балкански ратови су били увод у сукоб ширих размера, Први светски рат. Исход рата је учинио Србију, савезницу Русије, важном регионалном силом, узбунивши Аустроугарску и на тај начин индиректно дао важан повод за Први светски рат.
Први балкански рат (8. октобар 1912 — 30. мај 1913. године) је вођен између балканских савезника (Бугарска, Србија, Црна Гора и Грчка) и Турске. Други балкански рат је вођен 1913. између Бугарске са једне и Србије, Грчке и Турске са друге стране.
У два балканска рата, која је Моравска стална војна болници и Црвени крст у Нишу захваљујући доброј опремљености, са новообученим кадром и новим објектима, и добро попуњеним магацинима, спремно је дочекала и поднела главни терет у збрињавању рањеника и болесника.
У Првом балканском рату (у коме је погинуло или рањено релативно мало војника) терет је био знатно лакши, али је зато у Другом балканском рату (који је краће трајао али је био знатно крвавији), „терет“ био знатно већи и захтевнији.

### Велики рат
Пред Први светски рат пододбор Црвеног крста Ниша у сарадњи са главним одбором Црвеног крста Србије, формирао је радионицу за израду стерилизатора за завојни материјал, као и радионицу за израду носила и ортопедских помагала. У том тренутку, Црвени крст Ниша располагао је и са 3 колоне санитетских запрежних возила, а свака колона са по 15 кола, као главним средством за указивање помоћи у евакуацији рањеницима.
Значајну помоћ организацији санитета српске војске у освит Великог ратра пружало је друштво Црвеног крста, које је своје ресурсе ставило на службу војсци. То се посебно односило на шаторе, превозна средства, носила, опрему за санитетски воз, одећу, завојни и други санитетски материјал, који су набављен добровољним прилозима.
На жалост, резерве Црвеног крста биле су значајно исцрпљене током балканских ратова. Локални одбори организовали су обуку и рад добровољних болничара, који су се укључивали у негу болесника и рањеника.
Избијање Првог светског рата захтевало је велике активост у међународној организацији као што је Црвени крст. Српски Црвени крст, исцрпљен у претходне две године балканским ратовима, нова ратна дејства дочекао је потпуно осиромашен, и материјално и кадровски. Како је искуство из претходних ратова показало је да је бржи транспорт рањеника и медицинске опреме железницом више него неопходан нишки одбора Црвеног крста, недалеко од магацина Црвеног крста, који је подигнут на нишкој железничка станици, добио је задатак да изврши поправку и фарбање 45 санитетских кола.
Како је Главни одбор српског Црвеног крста остао је без завојног материјала јуна 1914. наручене су нове количине из Египта.
Имајући у виду да су прве битке започеле управо нападом Аустроугарске на Србију, а имајући у виду близину Београда Аустроугарској, поверљивим актом од 11. јула 1914. изврђено је пребацивање санитетског материјала у Ниш — у магацине Црвеног крста на нишкој железничкој станици.
Захваљујући Црвеном крсту значајан број страних здравствених мисија стигао је у Србију и Ниш посредством Црвеног крста савезничких земаља у рату, који је координирао и пријем стране приватне помоћи.

### Црвени крст Ниш у СФРЈ
Седам дана по ослобођењу Ниша (21.10.1944) одржан је састанак Управног и Надзорног одбора Српског друштва Црвеног крста за нишки округ. Тада је донета одлука о распуштању управе Црвеног крста која је радила за време немачке окупације, и формирању нове управе и именовању првог комесара Црвеног крста у граду.   Основна карактеристика у овом периоду је реваншистички однос нове власти према активистима Црвеног крста. Због њихове активности током окупације – у Београду је стрељан др Петар Зец, председник српског Црвеног крста, док је у Нишу почетком 1945. уручен отказ Радојици Станковићу, секретару нишког одбора Црвеног крста.  Прогона је био поштеђен др Урош Јекић, чија су деца раније приступила партизанима.  Као подобан новим властима постављен је по ослобођењу Ниша за новог секретара Црвеног крста.
За комесара Црвеног крста по ослобођењу постављен је адвокат Бора Поповић.
Црвени крст је после Другог светског рата своју мисију прилагодио потребама разрушене земље и осиромашеног становништва, и све своје активности усмерио на пружање свих врста помоћи становништву, а пособно у различитим природним катастрофама, опораваку деце у одмаралиштима, здравствено превентивној делатности, добровољном давалаштву крви.
Црвени крст у Нишу је једно време обављао и социјална делатност која се огледала у:
- исплаћивању новчане помоћи угроженом становништву,
- подели хране и хигијене осиромашеном становништву,
- исплаћивању новчане помоћи жртвама фашистичког терора,
- стављање деце без родитеља под старатељство

Ова делатност Црвеног крста пренета је на центре за социјалну делатност 1966. године када је у Нишу формиран Центар за социјалну делатност.
Крајeм априла 1991. годинe, прe почeтка ратних догађања у Словeнији у Нишу су сe појавилe првe избeглицe из овe рeпубликe. Била јe то најава избeгличког таласа који ћe прeплавити Србију. Вeћ крајeм 1991. годинe Црвeни крст Ниша јe рeгистровао и збринуо 1.270 избeглица. У току 1992, 1993, 1994. годинe укупан број избeглица у Нишу био јe вeћи од 12.000 људи. Црвeни крст овe људe углавном у почетку смeштао код нишлија који су сe свакоднeвно јављајли. Потом је почео и са оснивањe колeктивних цeнтара.
По завршетку НАТО агресије на СРЈ, 1999. годинe требало је збринути нов талас избeглица, овог пута са југа зeмљe, са Косова. Црвeни крст Ниша је те године eвидeнтира 14.500 расeљ лица са Косова.
Рат у окружeњу, санкцијe, пад приврeднe производњe, колапс финансијског систeма, проузроковао јe свeопшти пад животног стандарда становништва Ниша. Црвeни крст Ниш јe у тим годинама као јeдна од организација која помажe социјално угрожeно становништво, испољила максималну активност.

## Активности
Хуманитарна помоћ
Црвени крст Ниш у оквиру хуманитарне помоћи исту пружа свим организацијама, донаторима, НВО, логистичку подршку у дистрибуцији хуманитарне помоћи до крајњег корисника (избеглицама, расељеним лицима и социјално угроженом становништву).
Организација, са својим партнерима ктивно учествује у креирању програма хуманитарне мисије имајући у виду стварне потребе корисника. У том смислу остварена је  активна сарадња са тридесетак међународних хуманитарних организација, владиних и невладиних и са више локалних невладиних организација, често и у улози координатора хуманитарне помоћи.
Превенција трговине људима
Прва помоћ
Деловање у несрећама
Служба тражења
Психолошка подршка
Добровољно давалаштво крви
Рад са подмлатком и омладином
Волонтеризам